# Kanojo to Kanojo no Neko
Kanojo to Kanojo no neko (jap. 彼女と彼女の猫, dt.: „Sie und ihre Katze“, engl. She and her Cat), mit dem Untertitel Their standing points (etwa ihre Standpunkte), ist eine fünfminütige Anime-OVA von Makoto Shinkai über die Beziehung zwischen einer Katze und ihrer Besitzerin während eines Jahres.
Die Geschichte wird durch einen Monolog des Katers aus dessen Perspektive erzählt, ergänzt durch ein paar Sätze der jungen Frau. Der Kater wird dabei von Shinkai selbst und die Frau von seiner späteren Verlobten Mika Shinohara (篠原 美香) gesprochen.
Erstellt wurde der Schwarzweißfilm größtenteils von Makoto Shinkai, der Soundtrack stammt von seinem Freund Tenmon. Kanojo to Kanojo no neko ist das erste Projekt bei dem Makoto Shinkai Regie führte, gewann einige Auszeichnungen und sorgte dafür, dass der Schöpfer Bekanntheit erlangte. Ursprünglich wurde der Kurzfilm mitsamt Soundtrack in CD-Form veröffentlicht. Diese ist mittlerweile vergriffen, der Film ist jedoch weiterhin als Beigabe der DVD-Version von Shinkais späterem Werk, Hoshi no Koe, erhältlich. Neben der fünfminütigen gibt es auch noch eine drei- und anderthalbminütige Version.
2016 kam eine Umsetzung der Geschichte als Manga heraus, geschrieben von Shinkai und zeichnerisch umgesetzt von Tsubasa Yamaguchi. 2020 erschien eine deutsche Fassung unter dem Titel She and her Cat bei Egmont Manga.

## Auszeichnungen
- 2000 Großer Preis beim DoGA CG Animation contest